# Lista de campeões da Major League Baseball em corridas
A Major League Baseball reconhece os campeões em  corridas na American League e National League. No beisebol, uma corrida é anotada quando um jogador avança salvo pela primeira, segunda e terceira base e retorna ao home plate, tocando cada uma das bases nesta ordem, antes de três eliminações. Um jogador pode anotar uma corrida rebatendo um home run or por qualquer combinação de jogadas que o coloque à salvo "em base" (isto é, na primeira, segunda ou terceira) como corredor e subsequentemente voltando ao home plate. O objetivo do jogo é que um time marque mais corridas que seu oponente.
Nas estatística de beisebol, ao jogador que avança por todas as bases é creditada uma corrida (R), algumas vezes chamada de "corrida anotada". Enquanto corridas anotadas sejam consideradas uma importante estatística individual, é considerada menos significativa que as  corridas impulsionadas (RBIs)—superioridade constatada, por exemplo, por ser um dos elementos considerados para se conseguir a  Tríplice Coroa da  Major League Baseball.

## Liga Americana

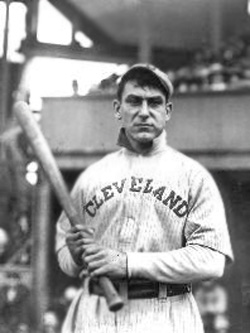
Nap Lajoie foi o primeiro campeão da Liga Americana em corridas, marcando 145 corridas na temporada de 1901.

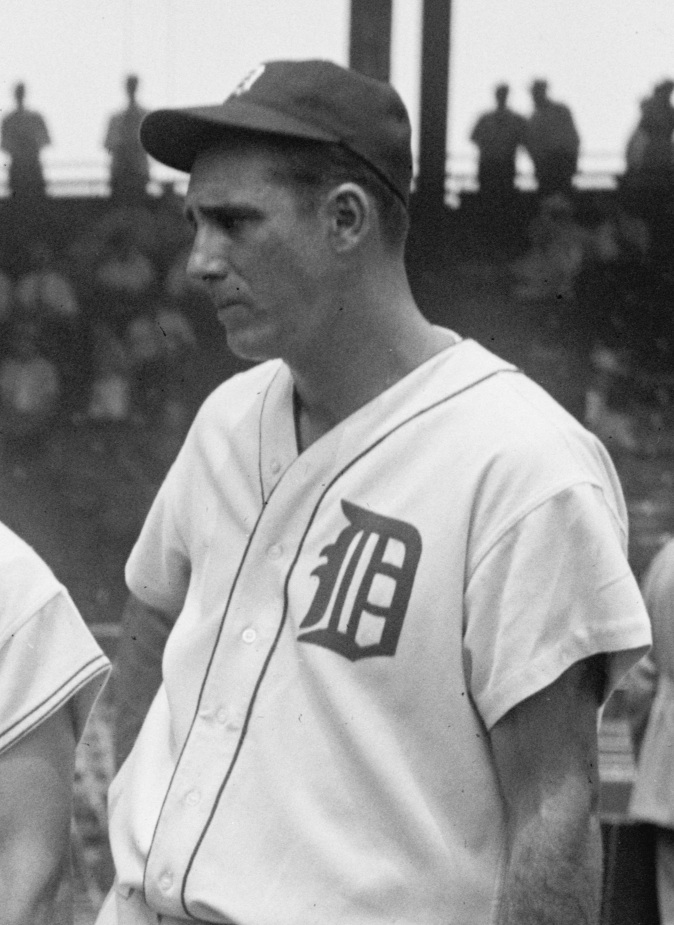
Hank Greenberg, integrante do Hall da Fama e duas vezes MVP.

| Ano  | Jogador                       | Time(s)                               | Corridas |
| ---- | ----------------------------- | ------------------------------------- | -------- |
| 1901 | Nap Lajoie                    | Philadelphia Athletics                | 145      |
| 1902 | Dave Fultz Topsy Hartsel      | Philadelphia Athletics                | 109      |
| 1903 | Patsy Dougherty               | Boston Americans                      | 107      |
| 1904 | Patsy Dougherty               | Boston Americans New York Highlanders | 113      |
| 1905 | Harry Davis                   | Philadelphia Athletics                | 93       |
| 1906 | Elmer Flick                   | Cleveland Naps                        | 98       |
| 1907 | Sam Crawford                  | Detroit Tigers                        | 102      |
| 1908 | Matty McIntyre                | Detroit Tigers                        | 105      |
| 1909 | Ty Cobb                       | Detroit Tigers                        | 116      |
| 1910 | Ty Cobb                       | Detroit Tigers                        | 116      |
| 1911 | Ty Cobb                       | Detroit Tigers                        | 147      |
| 1912 | Eddie Collins                 | Philadelphia Athletics                | 137      |
| 1913 | Eddie Collins                 | Philadelphia Athletics                | 125      |
| 1914 | Eddie Collins                 | Philadelphia Athletics                | 122      |
| 1915 | Ty Cobb                       | Detroit Tigers                        | 144      |
| 1916 | Ty Cobb                       | Detroit Tigers                        | 113      |
| 1917 | Donie Bush                    | Detroit Tigers                        | 112      |
| 1918 | Ray Chapman                   | Cleveland Indians                     | 84       |
| 1919 | Babe Ruth                     | Boston Red Sox                        | 103      |
| 1920 | Babe Ruth                     | New York Yankees                      | 158      |
| 1921 | Babe Ruth                     | New York Yankees                      | 177      |
| 1922 | George Sisler                 | St. Louis Browns                      | 134      |
| 1923 | Babe Ruth                     | New York Yankees                      | 151      |
| 1924 | Babe Ruth                     | New York Yankees                      | 143      |
| 1925 | Johnny Mostil                 | Chicago White Sox                     | 135      |
| 1926 | Babe Ruth                     | New York Yankees                      | 139      |
| 1927 | Babe Ruth                     | New York Yankees                      | 158      |
| 1928 | Babe Ruth                     | New York Yankees                      | 163      |
| 1929 | Charlie Gehringer             | Detroit Tigers                        | 131      |
| 1930 | Al Simmons                    | Philadelphia Athletics                | 152      |
| 1931 | Lou Gehrig                    | New York Yankees                      | 163      |
| 1932 | Jimmie Foxx                   | Philadelphia Athletics                | 151      |
| 1933 | Lou Gehrig                    | New York Yankees                      | 138      |
| 1934 | Charlie Gehringer             | Detroit Tigers                        | 134      |
| 1935 | Lou Gehrig                    | New York Yankees                      | 125      |
| 1936 | Lou Gehrig                    | New York Yankees                      | 167      |
| 1937 | Joe DiMaggio                  | New York Yankees                      | 151      |
| 1938 | Hank Greenberg                | Detroit Tigers                        | 144      |
| 1939 | Red Rolfe                     | New York Yankees                      | 139      |
| 1940 | Ted Willians                  | Boston Red Sox                        | 134      |
| 1941 | Ted Willians                  | Boston Red Sox                        | 135      |
| 1942 | Ted Willians                  | Boston Red Sox                        | 141      |
| 1943 | George Case                   | Washington Senators                   | 102      |
| 1944 | Snuffy Stirnweiss             | New York Yankees                      | 125      |
| 1945 | Snuffy Stirnweiss             | New York Yankees                      | 107      |
| 1946 | Ted Willians                  | Boston Red Sox                        | 142      |
| 1947 | Ted Willians                  | Boston Red Sox                        | 125      |
| 1948 | Tommy Henrich                 | New York Yankees                      | 138      |
| 1949 | Ted Willians                  | Boston Red Sox                        | 150      |
| 1950 | Dom DiMaggio                  | Boston Red Sox                        | 131      |
| 1951 | Dom DiMaggio                  | Boston Red Sox                        | 113      |
| 1952 | Larry Doby                    | Cleveland Indians                     | 104      |
| 1953 | Al Rosen                      | Cleveland Indians                     | 115      |
| 1954 | Mickey Mantle                 | New York Yankees                      | 129      |
| 1955 | Al Smith                      | Cleveland Indians                     | 123      |
| 1956 | Mickey Mantle                 | New York Yankees                      | 132      |
| 1957 | Mickey Mantle                 | New York Yankees                      | 121      |
| 1958 | Mickey Mantle                 | New York Yankees                      | 127      |
| 1959 | Eddie Yost                    | Detroit Tigers                        | 115      |
| 1960 | Mickey Mantle                 | New York Yankees                      | 119      |
| 1961 | Roger Maris                   | New York Yankees                      | 132      |
| 1962 | Albie Pearson                 | Los Angeles Angels                    | 115      |
| 1963 | Bob Allison                   | Minnesota Twins                       | 99       |
| 1964 | Tony Oliva                    | Minnesota Twins                       | 109      |
| 1965 | Zoilo Versalles               | Minnesota Twins                       | 126      |
| 1966 | Frank Robinson                | Baltimore Orioles                     | 122      |
| 1967 | Carl Yastrzemski              | Boston Red Sox                        | 112      |
| 1968 | Dick McAuliffe                | Detroit Tigers                        | 95       |
| 1969 | Reggie Jackson                | Oakland Athletics                     | 123      |
| 1970 | Carl Yastrzemski              | Boston Red Sox                        | 125      |
| 1971 | Don Buford                    | Baltimore Orioles                     | 99       |
| 1972 | Bobby Murcer                  | New York Yankees                      | 102      |
| 1973 | Reggie Jackson                | Oakland Athletics                     | 99       |
| 1974 | Carl Yastrzemski              | Boston Red Sox                        | 93       |
| 1975 | Fred Lynn                     | Boston Red Sox                        | 103      |
| 1976 | Roy White                     | New York Yankees                      | 104      |
| 1977 | Rod Carew                     | Minnesota Twins                       | 128      |
| 1978 | Ron LeFlore                   | Detroit Tigers                        | 126      |
| 1979 | Don Baylor                    | California Angels                     | 120      |
| 1980 | WIllie Wilson                 | Kansas City Royals                    | 133      |
| 1981 | Rickey Henderson              | Oakland Athletics                     | 89       |
| 1982 | Paul Molitor                  | Milwaukee Brewers                     | 136      |
| 1983 | Cal Ripken, Jr.               | Baltimore Orioles                     | 121      |
| 1984 | Dwight Evans                  | Boston Red Sox                        | 121      |
| 1985 | Rickey Henderson              | New York Yankees                      | 146      |
| 1986 | Rickey Henderson              | New York Yankees                      | 130      |
| 1987 | Paul Molitor                  | Milwaukee Brewers                     | 114      |
| 1988 | Wade Boggs                    | Boston Red Sox                        | 128      |
| 1989 | Wade Boggs Rickey Henderson   | Boston Red Sox New York/Oakland       | 113      |
| 1990 | Rickey Henderson              | Oakland Athletics                     | 119      |
| 1991 | Paul Molitor                  | Milwaukee Brewers                     | 133      |
| 1992 | Tony Phillips                 | Detroit Tigers                        | 114      |
| 1993 | Rafael Palmeiro               | Texas Rangers                         | 124      |
| 1994 | Frank Thomas                  | Chicago White Sox                     | 106      |
| 1995 | Albert Belle Edgar Martínez   | Cleveland Indians Seattle Mariners    | 121      |
| 1996 | Alex Rodriguez                | Seattle Mariners                      | 141      |
| 1997 | Ken Griffey Jr.               | Seattle Mariners                      | 125      |
| 1998 | Derek Jeter                   | New York Yankees                      | 127      |
| 1999 | Roberto Alomar                | Cleveland Indians                     | 138      |
| 2000 | Johnny Damon                  | Kansas City Royals                    | 136      |
| 2001 | Alex Rodriguez                | Texas Rangers                         | 133      |
| 2002 | Alfonso Soriano               | New York Yankees                      | 128      |
| 2003 | Alex Rodriguez                | Texas Rangers                         | 124      |
| 2004 | Vladimir Guerrero             | Anaheim Angels                        | 124      |
| 2005 | Alex Rodriguez                | New York Yankees                      | 124      |
| 2006 | Grady Sizemore                | Cleveland Indians                     | 134      |
| 2007 | Alex Rodriguez                | New York Yankees                      | 143      |
| 2008 | Dustin Pedroia                | Boston Red Sox                        | 118      |
| 2009 | Dustin Pedroia                | Boston Red Sox                        | 115      |
| 2010 | Mark Teixeira                 | New York Yankees                      | 113      |
| 2011 | Curtis Granderson             | New York Yankees                      | 136      |
| 2012 | Mike Trout                    | Los Angeles Angels of Anaheim         | 129      |
| 2013 | Mike Trout                    | Los Angeles Angels of Anaheim         | 109      |
| 2014 | Mike Trout                    | Los Angeles Angels of Anaheim         | 115      |
| 2015 | Josh Donaldson                | Toronto Blue Jays                     | 122      |
| 2016 | Mike Trout                    | Los Angeles Angels of Anaheim         | 123      |
| 2017 | Aaron Judge                   | New York Yankees                      | 128      |
| 2018 | Mookie Betts Francisco Lindor | Boston Red Sox Cleveland Indians      | 129      |
| 2019 | Mookie Betts                  | Boston Red Sox                        | 135      |

## Liga Nacional

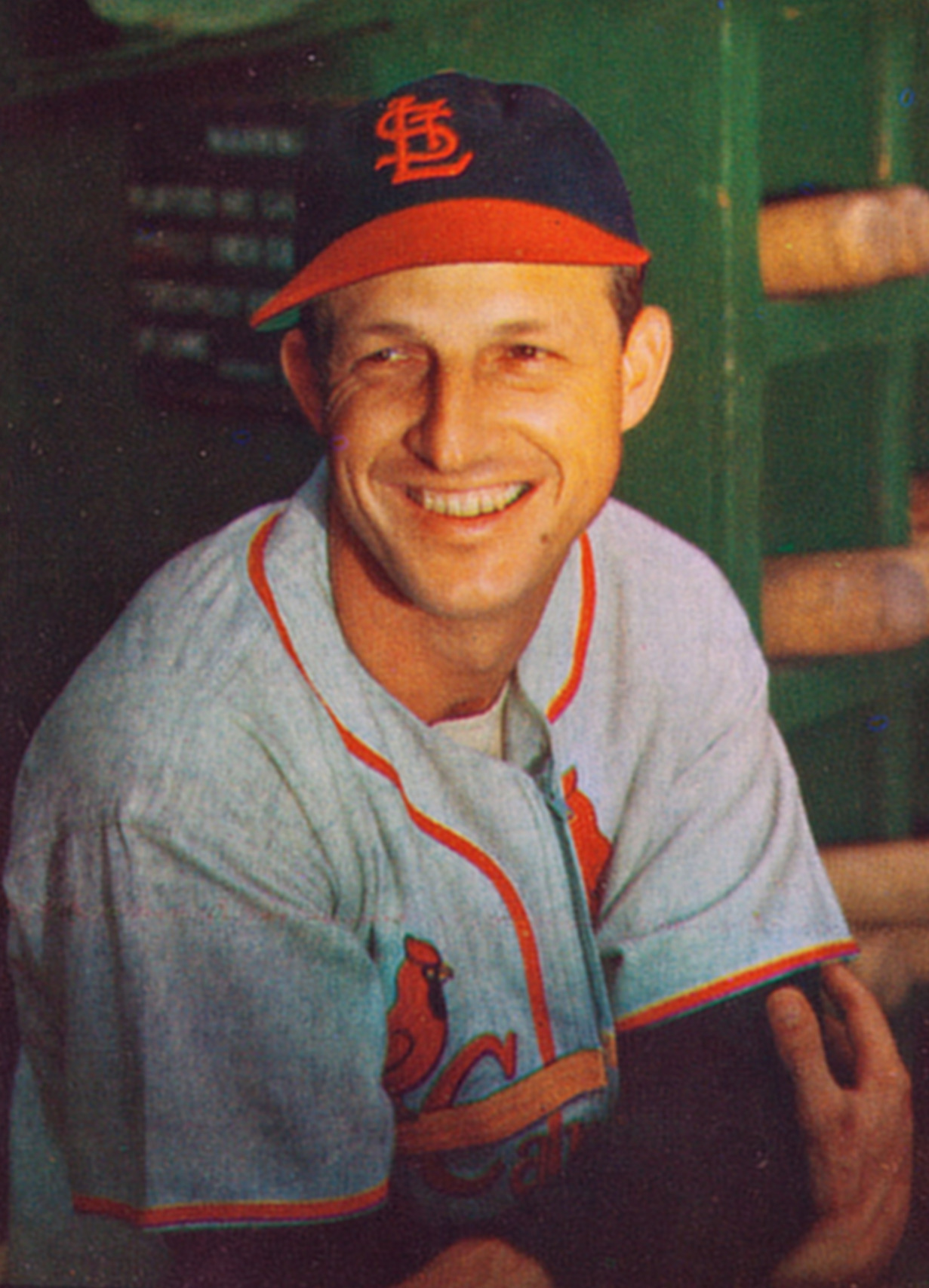
Stan Musial foi líder na Liga Nacional em corridas anotadas cinco vezes.

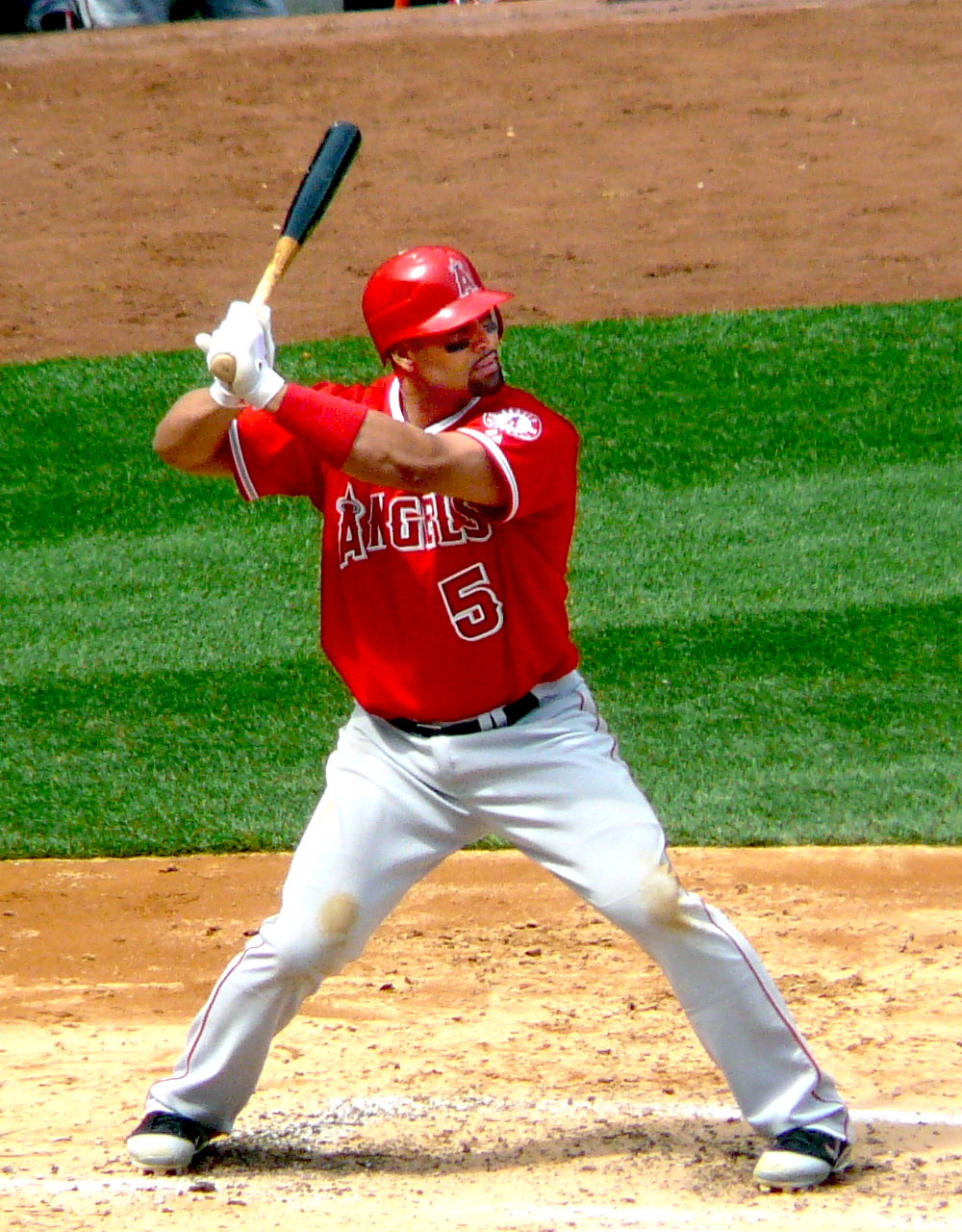
Albert Pujols foi líder na Liga Nacional em corridas anotadas cinco vezes.

| Ano  | Jogador                                 | Time(s)                                         | Corridas |
| ---- | --------------------------------------- | ----------------------------------------------- | -------- |
| 1876 | Ross Barnes                             | Chicago White Stockings                         | 126      |
| 1877 | Jim O'Rourke                            | Boston Red Caps                                 | 68       |
| 1878 | Dick Higham                             | Providence Grays                                | 60       |
| 1879 | Charley Jones                           | Boston Red Caps                                 | 85       |
| 1880 | Abner Dalrymple                         | Chicago White Stockings                         | 91       |
| 1881 | George Gore                             | Chicago White Stockings                         | 86       |
| 1882 | George Gore                             | Chicago White Stockings                         | 99       |
| 1883 | Joe Hornung                             | Boston Beaneaters                               | 107      |
| 1884 | King Kelly                              | Chicago White Stockings                         | 120      |
| 1885 | King Kelly                              | Chicago White Stockings                         | 124      |
| 1886 | King Kelly                              | Chicago White Stockings                         | 155      |
| 1887 | Dan Brouthers                           | Detroit Wolverines                              | 153      |
| 1888 | Dan Brouthers                           | Detroit Wolverines                              | 118      |
| 1889 | Mike Tiernan                            | New York Giants                                 | 147      |
| 1890 | Hub Collins                             | Brooklyn Bridegrooms                            | 148      |
| 1891 | Billy Hamilton                          | Philadelphia Phillies                           | 141      |
| 1892 | Cupid Childs                            | Cleveland Spiders                               | 136      |
| 1893 | Herman Long                             | Boston Beaneaters                               | 149      |
| 1894 | Billy Hamilton                          | Philadelphia Phillies                           | 192      |
| 1895 | Billy Hamilton                          | Philadelphia Phillies                           | 166      |
| 1896 | Jesse Burkett                           | Cleveland Spiders                               | 160      |
| 1897 | Billy Hamilton                          | Boston Beaneaters                               | 152      |
| 1898 | John McGraw                             | Baltimore Orioles                               | 143      |
| 1899 | Willie Keeler John McGraw               | Brooklyn Supurbas Baltimore Orioles             | 140      |
| 1900 | Roy Thomas                              | Philadelphia Phillies                           | 132      |
| 1901 | Jesse Burkett                           | St. Louis Cardinals                             | 142      |
| 1902 | Honus Wagner                            | Pittsburgh Pirates                              | 105      |
| 1903 | Ginger Beaumont                         | Pittsburgh Pirates                              | 137      |
| 1904 | George Browne                           | New York Giants                                 | 99       |
| 1905 | Mike Donlin                             | New York Giants                                 | 124      |
| 1906 | Frank Chance Honus Wagner               | Chicago Cubs Pittsburgh Pirates                 | 103      |
| 1907 | Spike Shannon                           | New York Giants                                 | 104      |
| 1908 | Fred Tenney                             | New York Giants                                 | 101      |
| 1909 | Tommy Leach                             | Pittsburgh Pirates                              | 126      |
| 1910 | Sherry Magee                            | Philadelphia Phillies                           | 110      |
| 1911 | Jimmy Sheckard                          | Chicago Cubs                                    | 121      |
| 1912 | Bob Bescher                             | Cincinnati Reds                                 | 120      |
| 1913 | Max Carey Tommy Leach                   | Pittsburgh Pirates Chicago Cubs                 | 99       |
| 1914 | George Burns                            | New York Giants                                 | 100      |
| 1915 | Gavvy Cravath                           | Philadelphia Phillies                           | 89       |
| 1916 | George Burns                            | New York Giants                                 | 105      |
| 1917 | George Burns                            | New York Giants                                 | 103      |
| 1918 | Heinie Groh                             | Cincinnati Reds                                 | 86       |
| 1919 | George Burns                            | New York Giants                                 | 86       |
| 1920 | George Burns                            | New York Giants                                 | 115      |
| 1921 | Rogers Hornsby                          | St. Louis Cardinals                             | 131      |
| 1922 | Rogers Hornsby                          | St. Louis Cardinals                             | 141      |
| 1923 | Ross Youngs                             | New York Giants                                 | 121      |
| 1924 | Frankie Frisch Rogers Hornsby           | New York Giants St. Louis Cardinals             | 121      |
| 1925 | Kiki Cuyler                             | Pittsburgh Pirates                              | 144      |
| 1926 | Kiki Cuyler                             | Pittsburgh Pirates                              | 113      |
| 1927 | Rogers Hornsby Lloyd Waner              | New York Giants Pittsburgh Pirates              | 133      |
| 1928 | Paul Waner                              | Pittsburgh Pirates                              | 142      |
| 1929 | Rogers Hornsby                          | Chicago Cubs                                    | 156      |
| 1930 | Chuck Klein                             | Philadelphia Phillies                           | 158      |
| 1931 | Chuck Klein Bill Terry                  | Philadelphia Phillies New York Giants           | 121      |
| 1932 | Chuck Klein                             | Philadelphia Phillies                           | 152      |
| 1933 | Pepper Martin                           | St. Louis Cardinals                             | 122      |
| 1934 | Paul Waner                              | Pittsburgh Pirates                              | 122      |
| 1935 | Augie Galan                             | Chicago Cubs                                    | 133      |
| 1936 | Arky Vaughan                            | Pittsburgh Pirates                              | 122      |
| 1937 | Joe Medwick                             | St. Louis Cardinals                             | 111      |
| 1938 | Mel Ott                                 | New York Giants                                 | 116      |
| 1939 | Billy Werber                            | Cincinnati Reds                                 | 115      |
| 1940 | Arky Vaughan                            | Pittsburgh Pirates                              | 113      |
| 1941 | Pete Reiser                             | Brooklyn Dodgers                                | 117      |
| 1942 | Mel Ott                                 | New York Giants                                 | 118      |
| 1943 | Arky Vaughan                            | Brooklyn Dodgers                                | 112      |
| 1944 | Bill Nicholson                          | Chicago Cubs                                    | 116      |
| 1945 | Eddie Stanky                            | Brooklyn Dodgers                                | 128      |
| 1946 | Stan Musial                             | St. Louis Cardinals                             | 124      |
| 1947 | Johnny Mize                             | New York Giants                                 | 137      |
| 1948 | Stan Musial                             | St. Louis Cardinals                             | 135      |
| 1949 | Pee Wee Reese                           | Brooklyn Dodgers                                | 132      |
| 1950 | Earl Torgeson                           | Boston Braves                                   | 120      |
| 1951 | Ralph Kiner Stan Musial                 | Pittsburgh Pirates St. Louis Cardinals          | 124      |
| 1952 | Solly Hemus Stan Musial                 | St. Louis Cardinals                             | 105      |
| 1953 | Duke Snider                             | Brooklyn Dodgers                                | 132      |
| 1954 | Stan Musial Duke Snider                 | St. Louis Cardinals Brooklyn Dodgers            | 120      |
| 1955 | Duke Snider                             | Brooklyn Dodgers                                | 126      |
| 1956 | Frank Robinson                          | Cincinnati Reds                                 | 122      |
| 1957 | Hank Aaron                              | Milwaukee Braves                                | 118      |
| 1958 | Willie Mays                             | San Francisco Giants                            | 121      |
| 1959 | Vada Pinson                             | Cincinnati Reds                                 | 131      |
| 1960 | Bill Bruton                             | Milwaukee Braves                                | 112      |
| 1961 | Willie Mays                             | San Francisco Giants                            | 129      |
| 1962 | Frank Robinson                          | Cincinnati Reds                                 | 134      |
| 1963 | Hank Aaron                              | Milwaukee Braves                                | 121      |
| 1964 | Dick Allen                              | Philadelphia Phillies                           | 125      |
| 1965 | Tommy Harper                            | Cincinnati Reds                                 | 126      |
| 1966 | Felipe Alou                             | Atlanta Braves                                  | 122      |
| 1967 | Hank Aaron Lou Brock                    | Atlanta Braves St. Louis Cardinals              | 113      |
| 1968 | Glenn Beckert                           | Chicago Cubs                                    | 98       |
| 1969 | Bobby Bonds Pete Rose                   | San Francisco Giants Cincinnati Reds            | 120      |
| 1970 | Billy Williams                          | Chicago Cubs                                    | 137      |
| 1971 | Lou Brock                               | St. Louis Cardinals                             | 126      |
| 1972 | Joe Morgan                              | Cincinnati Reds                                 | 122      |
| 1973 | Bobby Bonds                             | San Francisco Giants                            | 131      |
| 1974 | Pete Rose                               | Cincinnati Reds                                 | 110      |
| 1975 | Pete Rose                               | Cincinnati Reds                                 | 112      |
| 1976 | Pete Rose                               | Cincinnati Reds                                 | 130      |
| 1977 | George Foster                           | Cincinnati Reds                                 | 124      |
| 1978 | Ivan DeJesus                            | Chicago Cubs                                    | 104      |
| 1979 | Keith Hernandez                         | St. Louis Cardinals                             | 116      |
| 1980 | Keith Hernandez                         | St. Louis Cardinals                             | 111      |
| 1981 | Mike Schmidt                            | Philadelphia Phillies                           | 78       |
| 1982 | Lonnie Smith                            | St. Louis Cardinals                             | 120      |
| 1983 | Tim Raines                              | Montreal Expos                                  | 133      |
| 1984 | Ryne Sandberg                           | Chicago Cubs                                    | 114      |
| 1985 | Dale Murphy                             | Atlanta Braves                                  | 118      |
| 1986 | Tony Gwynn Von Hayes                    | San Diego Padres Philadelphia Phillies          | 107      |
| 1987 | Tim Raines                              | Montreal Expos                                  | 123      |
| 1988 | Brett Butler                            | San Francisco Giants                            | 109      |
| 1989 | Will Clark Howard Johnson Ryne Sandberg | San Francisco Giants New York Mets Chicago Cubs | 104      |
| 1990 | Ryne Sandberg                           | Chicago Cubs                                    | 116      |
| 1991 | Brett Butler                            | Los Angeles Dodgers                             | 112      |
| 1992 | Barry Bonds                             | Pittsburgh Pirates                              | 109      |
| 1993 | Lenny Dykstra                           | Philadelphia Phillies                           | 143      |
| 1994 | Jeff Bagwell                            | Houston Astros                                  | 104      |
| 1995 | Craig Biggio                            | Houston Astros                                  | 123      |
| 1996 | Ellis Burks                             | Colorado Rockies                                | 142      |
| 1997 | Craig Biggio                            | Houston Astros                                  | 146      |
| 1998 | Sammy Sosa                              | Chicago Cubs                                    | 134      |
| 1999 | Jeff Bagwell                            | Houston Astros                                  | 143      |
| 2000 | Jeff Bagwell                            | Houston Astros                                  | 152      |
| 2001 | Sammy Sosa                              | Chicago Cubs                                    | 146      |
| 2002 | Sammy Sosa                              | Chicago Cubs                                    | 122      |
| 2003 | Albert Pujols                           | St. Louis Cardinals                             | 137      |
| 2004 | Albert Pujols                           | St. Louis Cardinals                             | 133      |
| 2005 | Albert Pujols                           | St. Louis Cardinals                             | 129      |
| 2006 | Chase Utley                             | Philadelphia Phillies                           | 131      |
| 2007 | Jimmy Rollins                           | Philadelphia Phillies                           | 139      |
| 2008 | Hanley Ramírez                          | Florida Marlins                                 | 125      |
| 2009 | Albert Pujols                           | St. Louis Cardinals                             | 124      |
| 2010 | Albert Pujols                           | St. Louis Cardinals                             | 115      |
| 2011 | Matt Kemp                               | Los Angeles Dodgers                             | 115      |
| 2012 | Ryan Braun                              | Milwaukee Brewers                               | 108      |
| 2013 | Matt Carpenter                          | St. Louis Cardinals                             | 126      |
| 2014 | Anthony Rendon                          | Washington Nationals                            | 111      |
| 2015 | Bryce Harper                            | Washington Nationals                            | 118      |
| 2016 | Kris Bryant                             | Chicago Cubs                                    | 121      |
| 2017 | Charlie Blackmon                        | Colorado Rockies                                | 137      |
| 2018 | Charlie Blackmon                        | Colorado Rockies                                | 119      |
| 2019 | Ronald Acuña Jr.                        | Atlanta Braves                                  | 127      |

## Associação Americana
| Ano  | Jogador                   | Time(s)                                  | Corridas |
| ---- | ------------------------- | ---------------------------------------- | -------- |
| 1882 | Ed Swartwood              | Pittsburgh Alleghenys                    | 86       |
| 1883 | Harry Stovey              | Philadelphia Athletics                   | 110      |
| 1884 | Harry Stovey              | Philadelphia Athletics                   | 124      |
| 1885 | Harry Stovey              | Philadelphia Athletics                   | 130      |
| 1886 | Arlie Latham              | St. Louis Browns                         | 152      |
| 1887 | Tip O'Neill               | St. Louis Browns                         | 167      |
| 1888 | George Pinkney            | Brooklyn Bridegrooms                     | 134      |
| 1889 | Mike Griffin Harry Stovey | Baltimore Orioles Philadelphia Athletics | 152      |
| 1890 | Jim McTamany              | Columbus Solons                          | 140      |
| 1891 | Tom Brown                 | Boston Reds                              | 177      |

## Liga Federal
| Ano  | Jogador     | Time(s)               | Corridas |
| ---- | ----------- | --------------------- | -------- |
| 1914 | Benny Kauff | Indianapolis Hoosiers | 120      |
| 1915 | Babe Borton | St. Louis Terriers    | 97       |

## Player's League
| Ano  | Jogador    | Time(s)         | Corridas |
| ---- | ---------- | --------------- | -------- |
| 1890 | Hugh Duffy | Chicago Pirates | 161      |

## Union Association
| Ano  | Jogador     | Time(s)           | Corridas |
| ---- | ----------- | ----------------- | -------- |
| 1884 | Fred Dunlap | St. Louis Maroons | 160      |

## Associação Nacional
| Ano  | Jogador     | Time(s)              | Corridas |
| ---- | ----------- | -------------------- | -------- |
| 1871 | Ross Barnes | Boston Red Stockings | 66       |
| 1872 | Dave Eggler | New York Mutuals     | 94       |
| 1873 | Ross Barnes | Boston Red Stockings | 125      |
| 1874 | Cal McVey   | Boston Red Stockings | 91       |
| 1875 | Ross Barnes | Boston Red Stockings | 115      |